# Міток (Васлуй)
Міток (рум. Mitoc) — село у повіті Васлуй в Румунії. Входить до складу комуни Банка.
Село розташоване на відстані 253 км на північний схід від Бухареста, 28 км на південь від Васлуя, 87 км на південь від Ясс, 108 км на північ від Галаца.

## Населення
За даними перепису населення 2002 року у селі проживали 332 особи, усі — румуни. Усі жителі села рідною мовою назвали румунську.